# 炻器

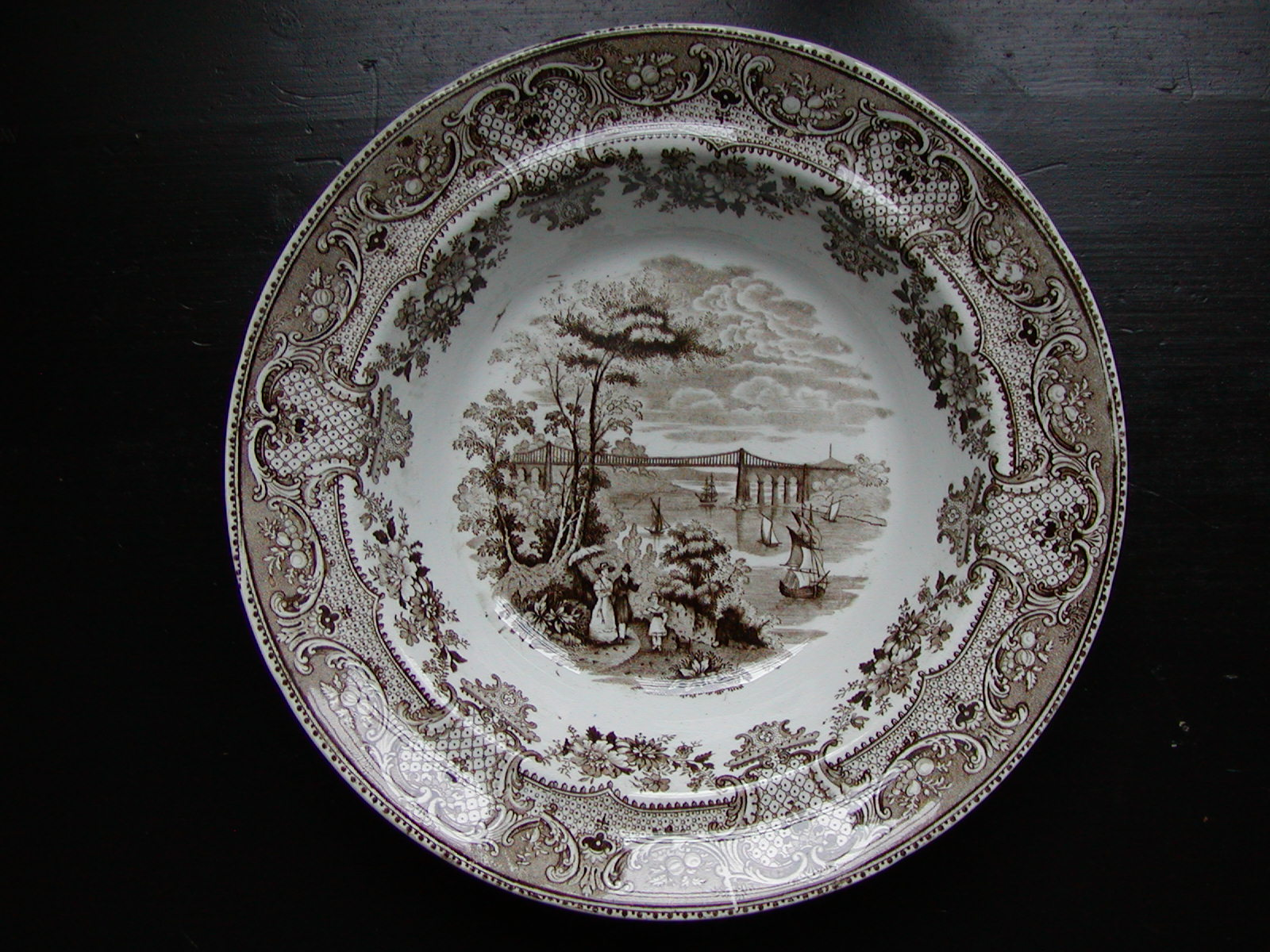
1850年代的斯塔福德郡仿瓷陶盘

炻器（shí，英语：Stoneware）是介于陶器与瓷器之间的陶瓷器，原料主要是石器土或非耐火的火泥，吸水率通常小于6％，有的施釉，有的不施釉。

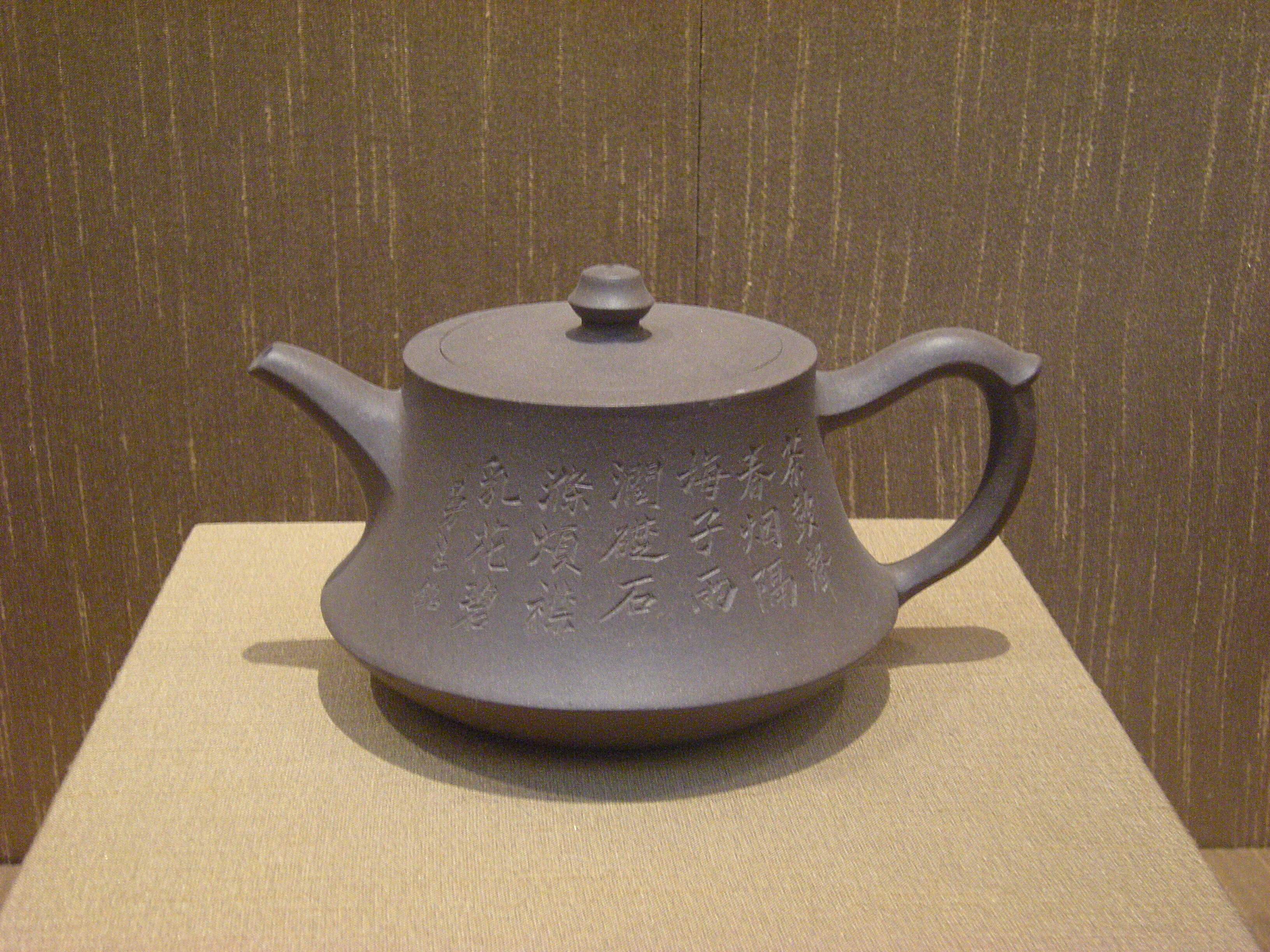
清代紫砂壶

## 名称
炻器这个名称来源于欧洲，本意是石器。日本人翻译时为了表明它不是用石头加工成的，而是经过烧制的，所以加上‘火’字旁，写作炻器。中国传统上没有炻器这一分类，例如定窑烧制的炻器被称为瓷器。根据欧洲工业标准Combined Nomenclature：
"炻器，虽然致密，防渗，且硬度足以抗拒钢尖刮擦，却不同于瓷器，因为它比较不透明，并通常只是部分地玻璃化。它可能是玻璃质或半玻璃质。颜色通常是灰或褐，因为用于其制造的粘土不纯，通常要上釉。"

## 种类

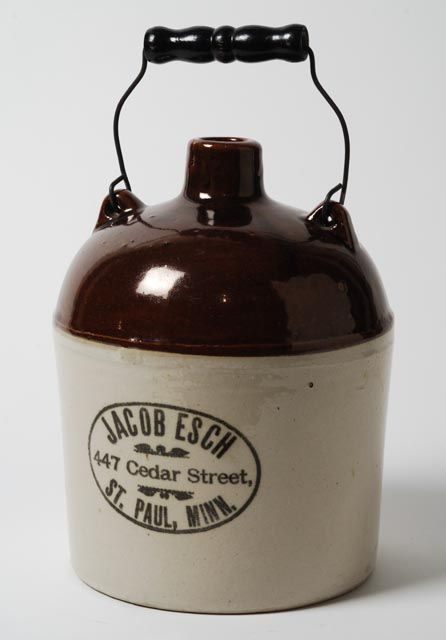
顶部施釉的美国明尼苏达州雷德温陶壶

炻器按其坯体的细密性，均匀性以及粗糙程度可将炻器分为粗炻器与细炻器两大类。粗炻器常见于工业用的耐酸化工陶瓷，建筑陶瓷和缸器，细炻器常见于日用炻器和陈设品。
炻器在公元前2600至前1900年印度河流域文明时期被大量烧制中国在晚商时期出现炻器，在汉代大量生产。宜兴紫砂陶即是一种不施釉的有色细炻器。
欧洲炻器有：
- Böttger Ware是一种暗红色的炻器，在欧洲瓷器史上意义重大。[15][16][17]
- Cane Ware英国18世纪一种浅棕色的炻器。 [18][19]
- Crouch Ware是18世纪初的一种浅色炻器，被认为是英格兰最早的炻器。[20]
- Rosso Anticos是18世纪英格兰一种红色、无釉炻器。[21][22]

## 材料和烧制
炻器土坯常含有铁或碳等杂质，可塑性差异很大。耐火火泥中高岭石含量高，并有少量的云母和石英。非耐火的火泥主要是云母和长石。
炻器坯料的化学成分变化范围大致为：SiO2 55～65％；Al2O3 25～35℃；熔剂氧化物总量5～8%。
瓷器烧制温度从1100 °C至1300 °C不等。
炻器的吸水率可以低于1%。
炻器在近代也被辨識出另一個亞類型稱為"無燧炻器"(Flintless Stoneware)，依照1950年英国特殊陶瓷器準則定義為："主體以不含燧石、石英或矽之天然黏土所製造的器具"
傳統東亞的陶瓷器分類通常只分作"低溫燒製"(low-fired)的陶器和"高溫燒製"(high-fired)的瓷器，沒有介於陶與瓷之間的歐洲式炻器之分，且東亞的炻器在當地大多被歸類為瓷器，不過通常不上釉也非白色的。